# Paul Villard

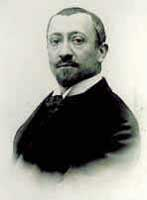
Paul Villard (um 1900)

Paul Ulrich Villard (* 28. September 1860 in Lyon; † 13. Januar 1934 in Bayonne) war ein französischer Physiker und Chemiker. Er entdeckte 1900 bei Arbeiten an Radium die γ-Strahlung als dritten Vertreter der ionisierenden Strahlung.

## Leben
Paul Villard begann 1881 eine Ausbildung an der École normale supérieure in Paris, die er 1884 mit der Agrégation abschloss. Als Lehrer unterrichtete er in den folgenden Jahren an verschiedenen staatlichen Lycéen in Paris, Orléans, Bordeaux, Coutances, Rouen und Montpellier. Mit Unterstützung von Marcelin Berthelot wurde Villard „Chargé de conférence“ an der naturwissenschaftlichen Fakultät der Universität Montpellier und konnte dort etwas experimentelle Forschung betreiben. Es zog ihn jedoch zurück nach Paris, daher bat er um die Entbindung von seinen Lehrverpflichtungen. In Paris wandte sich Villard an den Direktor der Chemielaboratorien der École normale supérieure Henri Debray (1827–1888) und ersucht um Erlaubnis, in seinem Labor arbeiten zu dürfen, was ihm gewährt wurde. Im Bereich Chemie in der Rue d’Ulm verbrachte er den Rest seiner wissenschaftlichen Laufbahn. 1904 gewährte ihm Robert Lespieau (1864–1947) ein eigenes kleines Labor.
1904 wurde Villard der Prix Wilde und 1907 der Prix La Caze verliehen. Am 28. Dezember 1908 wählte ihn die Académie des sciences als Nachfolger von Eleuthère Mascart zum Mitglied ihrer Sektion Physique Générale. Dabei behauptete er sich deutlich vor Édouard Branly und weiteren Mitbewerbern. Bei der am 23. November 1908 erfolgten Abstimmung war Villard noch Edmond Bouty unterlegen. Villard war außerdem Mitglied der Société française de physique, der Société française des électriciens und der Société des amis des sciences, Ehrenmitglied der Société de radiologie médicale de Paris und korrespondierendes Mitglied der Société industrielle de l’Est.
Gegen Ende seines Lebens akzeptierte Villard eine „Pension d’honneur“ der Caisse nationale des Sciences. Auf Grund seiner sich verschlechternden Gesundheit war er gezwungen, viel Zeit außerhalb von Paris zu verbringen und starb Anfang 1934 in Bayonne. Villard war Offizier der Légion d’Honneur.

## Wirken
Villards erster Forschungsschwerpunkt war die Untersuchung von Gashydraten. Gemeinsam mit Robert Hippolyte de Forcrand (1856–1933) ermittelte er 1888 die Temperaturabhängigkeit von Schwefelwasserstoff- und Chlormethan-Hydraten. Noch im gleichen Jahr gelang es ihm Hydrate von Methan, Ethan, Ethen, Ethin und Distickstoffmonoxid herzustellen, deren physikalisch-chemischen Eigenschaften er in den folgenden Jahren untersuchte. 1890 untersuchte Villard die Hydrate von Propan und 1896 jene von Argon. Zwischen 1888 und 1896 veröffentlichte er neun Artikel über der physikalisch-chemischen Eigenschaften dieser Hydrate in den Comptes rendus de l’Académie des sciences. Diese Arbeiten waren ebenfalls die Grundlage seiner Dissertation.
1897 begann Villard mit Hilfe einer Crookes-Röhre die kurz zuvor entdeckte Röntgenstrahlung zu untersuchen. In einer ersten Notiz berichtete er über deren Auswirkungen auf Fotoplatten. Villard wollte herausfinden, woher die Materie stammt, aus der die Kathodenstrahlen gebildet werden. Er bemerkte die reduzierende Wirkung der Kathodenstrahlen, wenn sie auf mit Bleisulfat oder Kupferoxid beschichtete Platten trafen. Daraus zog Villard den (falschen) Schluss, dass die Kathodenstrahlen aus Wasserstoff beständen, der aus der Röhrenoberfläche stamme. Wasserstoffteilchen bombardierten die Kathode, würden dort negativ geladen und anschließend von der Kathode abgestoßen, um die Kathodenstrahlen zu bilden. Villard revidierte seine Ansicht erst in der zweiten Auflage seines Buches Les Rayons cathodiques von 1908 und folgte Joseph John Thomson Darstellung, dass die Kathodenstrahlen aus Elektron bestehen.
Villard untersuchte im Weiteren die chemischen Auswirkungen der Röntgenstrahlen, insbesondere die durch sie hervorgerufene Glasverfärbung.
Als Pierre und Marie Curie über ähnliche Auswirkungen der Radiumstrahlen berichteten, wurde Villards Interesse an der Radioaktivität geweckt. Er erhielte einige Millgramm eines schwach radioaktiven Salzes und begann die Reflexions- und Refraktionseigenschaften von Kathodenstrahlen und Betastrahlen zu untersuchen. Dazu lenkte Villard die von der radioaktiven Quelle ausgesandten Betastrahlen mit einem Magnetfeld ab und registrierte sie auf zwei hintereinander angeordneten, durch eine Aluminiumfolie getrennte Fotoplatten. Dabei entdeckte er eine neue durchdringende Strahlungsart. Seine Ergebnisse wurden am 9. April 1900 während der Sitzung der Académie des sciences bekanntgegeben. Henri Becquerel, der den Beobachtungen Villards zunächst skeptisch gegenüberstand, bestätigte diese jedoch bald. Villard gab der neuen Strahlung keinen Namen. Die Bezeichnung γ-Strahlung geht auf Ernest Rutherford zurück, der sie 1903 in Fortsetzung der 1899 eingeführten Bezeichnungen α- und β-Strahlung wählte.
1904 hatte Villard eine fast das ganze Jahr andauernde Auseinandersetzung mit Henri Pellat (1850–1909), der entdeckt zu haben glaubte, dass Kathodenstrahlen beim Durchgang durch ein Magnetfeld einer anisotropen Friktion unterzogen würden. Villard konnte jedoch überzeugend darlegen, dass eine „Magnetofriction“ nicht existiert.
Zwischen 1906 und 1908 entwickelte Villard eine Theorie über die Polarlicht-Erscheinungen. Er berechnete die Wege die Kathodenstrahlen (Elektronen) unter dem Einfluss des Erdmagnetfeldes zurücklegen. Er versuchte auf dieser Grundlage das Aussehen, die geografische Verteilung und die Bewegungen der Polarlichter zu erklären.
1908 stellte Villard sein „Radiosklerometer“ (Strahlungshärtemesser) vor, ein Messgerät zur Bestimmung der Durchdringungsfähigkeit („Härte“) der Röntgenstrahlen nach dem Elektrometer-Prinzip. Als neue Maßeinheit schlug er die Menge der Röntgenstrahlung, die durch Ionisation in einem Volumen von einem Kubikzentimeter (1 cm³) Luft bei Normalbedingungen für Temperatur und Druck eine elektrostatische Einheit (1 esu, Ladungseinheit im cgs-System) freigesetzt wird, vor. Auf einer ähnlichen Definition basierte die spätere Einheit Röntgen.
Die von ihm erfundene Villard-Schaltung, eine Einweg-Stromrichterschaltung mit Spannungsverdopplung, die vor allem zur Speisung von Röntgenröhren eingesetzt wird, ist nach ihm benannt.

## Schriften (Auswahl)

### Bücher
- Les Rayons cathodiques. Scientia, 1. Auflage, Gauthier-Villar, Paris 1900 (gallica, archive.org).
- Les Rayons cathodiques. 2. Auflage, Gauthier-Villars, Paris 1908.

### Zeitschriftenbeiträge
Villard verfasste unter anderem Beiträge für Comptes rendus de l’Académie des sciences, Journal de physique, Journal le Radium, Annales de chimie et de physique, Bulletin de la Société française des électriciens, Bulletin de la Société d’Encouragement, Revue générale des sciences, Revue scientifique und Bulletin de la Société française de photographie.
Zur Chemie
- Sur l’hydrate d’hydrogène sulfuré. In: Comptes rendus de l’Académie des sciences. Band 106, 1888, S. 849–851 (mit Robert Hippolyte de Forcrand; online)
- Sur la formation des hydrates de gaz. In: Comptes rendus de l’Académie des sciences. Band 106, 1888, S. 939–941 (mit Robert Hippolyte de Forcrand; online)
- Sur l’hydrate de chlorure de méthyle. In: Comptes rendus de l’Académie des sciences. Band 106, 1888, S. 1357–1359 (mit Robert Hippolyte de Forcrand; online)
- Sur la composition des hydrates d’hydrogène sulfuré et de chlorure de méthyle. In: Comptes rendus de l’Académie des sciences. Band 106, 1888, S. 1402–1405  (mit Robert Hippolyte de Forcrand; online)
- Sur quelques nouveaux hydrates de gaz. In: Comptes rendus de l’Académie des sciences. Band 106, 1888, S. 1602–1603 (online).
- Sur quelques nouveaux hydrates de gaz [Note]. In: Comptes rendus de l’Académie des sciences. Band 111, 1890, S. 302–305 (online).
- Sur la composition et la chaleur de formation de l’hydrate de protoxyde d’azote. In: Comptes rendus de l’Académie des sciences. Band 118, 1894, S. 646–649 (online).
- Sur les propriétés physiques du protoxyde d’azote pur. In: Comptes rendus de l’Académie des sciences. Band 118, 1894, S. 1096–1099 (online).
- Sur l’hydrate carbonique et la composition des hydrates de gaz. In: Comptes rendus de l’Académie des sciences. Band 119, 1894, S. 368–371 (online).
- Sur les propriétés des gaz très purs au voisinage du point critique. In: Journal de Physique Théorique et Appliquée. 3. Folge, Band 3, 1894, S. 441–451 (doi:10.1051/jphystap:018940030044100, PDF).
- Sur la dissolution des solides dans les vapeurs. In: Comptes rendus de l’Académie des sciences. Band 120, 1895, S. 182–184 (online).
- Propriétés physiques de l’acétylène; hydrate d’acétylène. In: Comptes rendus de l’Académie des sciences. Band 120, 1895, S. 1262–1265 (online).
- Propriétés de l’acide carbonique solide. In: Comptes rendus de l’Académie des sciences. Band 120, 1895, S. 1413–1416 (mit R. Jarry; online).
- Combinaison de l'argon avec l’eau. In: Comptes rendus de l’Académie des sciences. Band 123, 1896, S. 377–379 (online).
- Sur les effets de mirage et les différences de densités qu'on observe dans les tubes de Natterer. In: Journal de Physique Théorique et Appliquée. 3. Folge, Band 5, 1896, S. 257–266 (doi:10.1051/jphystap:018960050025700, PDF).
- Dissolution des liquides et des solides dans les gaz. In: Journal de Physique Théorique et Appliquée. 3. Folge, Band 5, 1896, S. 453–461 (doi:10.1051/jphystap:018960050045301, PDF).
- Étude des gaz liquéfiés. In: Annales de chimie et de physique. 7. Folge, Band 10, S. 387–432 (online). - Bestandteil der Dissertation
- Étude expérimentale des hydrates de gaz. In: Annales de chimie et de physique. 7. Folge, Band 11, 1897, S. 289–394 (online). - Bestandteil der Dissertation

Zur Physik
- Sur le voile photographique en Radiographie. In: Comptes rendus de l’Académie des sciences. Band 125, 1897, S. 232–234 (online).
- Sur la diffusion des rayons cathodiques. In: Comptes rendus de l’Académie des sciences. Band 127, 1898, S. 223–224 (online).
- Sur les rayons cathodiques. In: Comptes rendus de l’Académie des sciences. 1898–1900:
  - [Teil 1]: Band 126, 1898, S. 1339–1341 (online).
  - [Teil 2]: Band 126, 1898, S. 1564–1566 (online).
  - [Teil 3]: Band 127, 1898, S. 173–175 (online).
  - [Teil 4]: Band 130, 1900, S. 1614–1616 (online).
- Sur les rayons cathodiques. In: Journal de Physique Théorique et Appliquée. 3. Folge, Band 8, 1899, S. 5–16 (doi:10.1051/jphystap:0189900800500, PDF).
- Sur les rayons cathodiques. In: Journal de Physique Théorique et Appliquée. 3. Folge, Band 8, 1899, S. 148–161 (doi:10.1051/jphystap:018990080014801, PDF).
- Sur l’action chimique des rayons X. In: Comptes rendus de l’Académie des sciences. Band 128, 1899, S. 237–239 (online).
- Redresseur cathodique pour les courants induits. In: Comptes rendus de l’Académie des sciences. Band 128, 1899, S. 994–996 (online).
- Sur l’action chimique des rayons X. In: Comptes rendus de l’Académie des sciences. Band 129, 1899, S. 882–883 (online).
  - On the chemical action of the X-rays. In: Philosophical Magazine. 5. Folge, Band 49, Nummer 297, 1900, S. 244 (doi:10.1080/14786440009463840).
- Sur la décharge des corps électrisés et la formation de l’ozone. In: Comptes rendus de l’Académie des sciences. Band 130, 1900, S. 125–127 (online).
- Sur la discontinuité de l’émission cathodique. In: Comptes rendus de l’Académie des sciences. Band 130, 1900, S. 1750–1772 (online).
- Sur la réflexion et la réfraction des rayons cathodiques et des rayons déviables du radium. In: Comptes rendus de l’Académie des sciences. Band 130, 1900, S. 1010–1012 (online).
- Sur le rayonnement du radium.  In: Comptes rendus de l’Académie des sciences. Band 130, 1900, S. 1178–1179 (online).
- Transformateur à haut voltage. A survolteur cathodique. In: Journal de Physique Théorique et Appliquée. 4. Folge, Band 10, 1901, S. 28–32 (doi:10.1051/jphystap:019010010002801, PDF).
- Sur les rayons cathodiques. In: Comptes rendus de l’Académie des sciences. Band 138, 1904, S. 1408–1411 (online).
- Sur les rayons cathodiques. Réponse à la Note de M. Pellat. In: Comptes rendus de l’Académie des sciences. Band 139, 1904, S. 42–44 (online).
- Sur les rayons cathodiques et les lois de l'Electromagnétisme. In: Comptes rendus de l’Académie des sciences. Band 139, 1904, S. 1200–1202 (online).
- Sur les actions chimiques de la lumière – (Réponse à l'article de M. A. Guêbhard). In: Journal de Physique Théorique et Appliquée. 4. Folge, Band 4, 1905, S. 619–623 (doi:10.1051/jphystap:019050040061901, PDF).
- Sur le mécanisme de la lumière positive. In: Comptes rendus de l’Académie des sciences. Band 142, 1906, S. 706–709 (online).
- Sur l’aurore boréale. In: Comptes rendus de l’Académie des sciences.
  - [Teil 1]: Band 142, 1906, S. 1330–1333 (online).
  - [Teil 2]: Band 143, 1906, S. 143–145 (online).
- Sur certains rayons cathodiques. In: Comptes rendus de l’Académie des sciences. Band 143, 1906, S. 674–676 (online).
- Sur l’aurore boréale: réponse à la Note de M. Störmer. In: Comptes rendus de l’Académie des sciences. Band 143, 1906, S. 587–588 (online).
- Sur les actions chimiques de la lumière. In: Journal de Physique Théorique et Appliquée. 4. Folge, Band 6, 1907, S. 369–379 (doi:10.1051/jphystap:019070060036900, PDF).
- Sur les actions chimiques de la lumière (suite). In: Journal de Physique Théorique et Appliquée. 4. Folge, Band 6, 1907, S. 445–457 (doi:10.1051/jphystap:019070060044501, PDF).
- Sur l’induction unipolaire et la cause probable des aurores polaires. In: Comptes rendus de l’Académie des sciences. Band 147, 1908, S. 740–742 (online).
- Instrument nouveau: Radiosclérométre. In: Archives d’électricité médicale. Band 16, 1908, S. 236–238.
- Instruments de mesure à lecture directe pour les rayons x. Substitution de la méthode électrométrique aux autres méthodes de mesure en radiologie. Scleromètre et quantimètre. In: Archives d’électricité médicale. Band 16, 1908, S. 692–699.
- Les rayons cathodiques et l'aurore boréale. In: Journal de Physique Théorique et Appliquée. 4. Folge, Band 7, 1908, S. 429–453 (doi:10.1051/jphystap:019080070042901, PDF).
- Phénomènes pseudo-photographiques. In: Journal de Physique Théorique et Appliquée. 4. Folge, Band 7, 1908, S. 506–520 (doi:10.1051/jphystap:019080070050601, PDF).
- Sur la lumière positive et le passage de l'électricité dans les gaz. In: Journal de Physique Théorique et Appliquée. 4. Folge, Band 7, 1908, S. 325–361 (doi:10.1051/jphystap:019080070032500, PDF).
- Sur un voltmètre électrostatique à lecture directe pour très hautes tensions. In: Comptes rendus de l’Académie des sciences. Band 152, 1911, S. 1134–1136 (mit Henri Abraham; online).
- Voltmètre électrostatique à lecture directe pour très haute tension. In: Journal de Physique Théorique et Appliquée. 5. Folge, Band 1, 1911, S. 525–529 (mit Henri Abraham; doi:10.1051/jphystap:0191100107052500, PDF).

## Nachweise